# Tycoon City: New York
Tycoon City: New York é um jogo de estratégia para computador, desenvolvido pela Deep Red, o objetivo principal do jogo é construir a cidade de Nova York e mais 12 bairros em torno da cidade, o jogo possui uma grande quantidade de construções entre restaurantes, cinemas, parques, igrejas, arranha-céus. O objetivo principal do jogo é a boa administração da cidade para agradar os moradores da cidade e dos bairros vizinhos.